# Caroline Harrison
Caroline Harrison (n. 1 octombrie 1832 - d. 25 octombrie 1892) a fost soția lui Benjamin Harrison, Președinte al Statelor Unite ale Americii. A fost Prima Doamnă a Statelor Unite ale Americii între 1889 și 1892.